# Fraissenet de la Cucha
Freycenet-la-Cuche és un municipi francès situat al departament de l'Alt Loira i a la regió d'Alvèrnia-Roine-Alps. L'any 2007 tenia 149 habitants.

## Demografia

### Població
El 2007 la població de fet de Freycenet-la-Cuche era de 149 persones. Hi havia 64 famílies de les quals 20 eren unipersonals (4 homes vivint sols i 16 dones vivint soles), 20 parelles sense fills, 12 parelles amb fills i 12 famílies monoparentals amb fills.
La població ha evolucionat segons el següent gràfic:
Habitants censats

### Habitatges
El 2007 hi havia 136 habitatges, 63 eren l'habitatge principal de la família, 62 eren segones residències i 11 estaven desocupats. 121 eren cases i 15 eren apartaments. Dels 63 habitatges principals, 58 estaven ocupats pels seus propietaris i 5 estaven llogats i ocupats pels llogaters; 1 tenia una cambra, 13 en tenien dues, 16 en tenien tres, 22 en tenien quatre i 11 en tenien cinc o més. 28 habitatges disposaven pel capbaix d'una plaça de pàrquing. A 38 habitatges hi havia un automòbil i a 15 n'hi havia dos o més.

### Piràmide de població
La piràmide de població per edats i sexe el 2009 era:
| Homes | Edats   | Dones |
| ----- | ------- | ----- |
| 0     | 95 o +  | 0     |
| 0     | 90 a 94 | 0     |
| 0     | 85 a 89 | 0     |
| 0     | 80 a 84 | 0     |
| 4     | 75 a 79 | 0     |
| 4     | 70 a 74 | 0     |
| 20    | 65 a 69 | 4     |
| 8     | 60 a 64 | 0     |
| 4     | 55 a 59 | 8     |
| 8     | 50 a 54 | 12    |
| 0     | 45 a 49 | 0     |
| 8     | 40 a 44 | 4     |
| 0     | 35 a 39 | 4     |
| 8     | 30 a 34 | 4     |
| 12    | 25 a 29 | 8     |
| 4     | 20 a 24 | 0     |
| 4     | 15 a 19 | 0     |
| 4     | 10 a 14 | 0     |
| 0     | 5 a 9   | 0     |
| 8     | 0 a 4   | 16    |

## Economia
El 2007 la població en edat de treballar era de 88 persones, 63 eren actives i 25 eren inactives. De les 63 persones actives 61 estaven ocupades (41 homes i 20 dones) i 2 estaven aturades (2 homes). De les 25 persones inactives 13 estaven jubilades, 3 estaven estudiant i 9 estaven classificades com a «altres inactius».

### Ingressos
El 2009 a Freycenet-la-Cuche hi havia 61 unitats fiscals que integraven 129 persones, la mediana anual d'ingressos fiscals per persona era de 11.401 €.

### Activitats econòmiques
Dels 4 establiments que hi havia el 2007, 1 era d'una empresa de fabricació d'altres productes industrials, 2 d'empreses de construcció i 1 d'una empresa d'hostatgeria i restauració.
Dels 2 establiments de servei als particulars que hi havia el 2009, 1 era un paleta i 1 restaurant.
L'any 2000 a Freycenet-la-Cuche hi havia 31 explotacions agrícoles que ocupaven un total de 1.210 hectàrees.

## Poblacions més properes
El següent diagrama mostra les poblacions més properes.